# Biston panterinaria
Biston panterinaria es una especie de polilla de la familia Geometridae. La especie fue descrita por primera vez por Bremer y Grey en 1853 y se puede encontrar distribuido en Asia.